# Montagnes russes terrain
Les montagnes russes terrain sont des montagnes russes qui utilisent les pentes naturelles du terrain sur lequel elles sont construites. Elles peuvent traverser des forêts ou descendre des falaises. Elles ont tendance à rester près du sol, et ont donc besoin de moins de supports que les mêmes montagnes russes sur un sol plat. Les concepteurs ne sont pas libres et doivent dessiner le parcours en fonction du terrain.

## Exemples

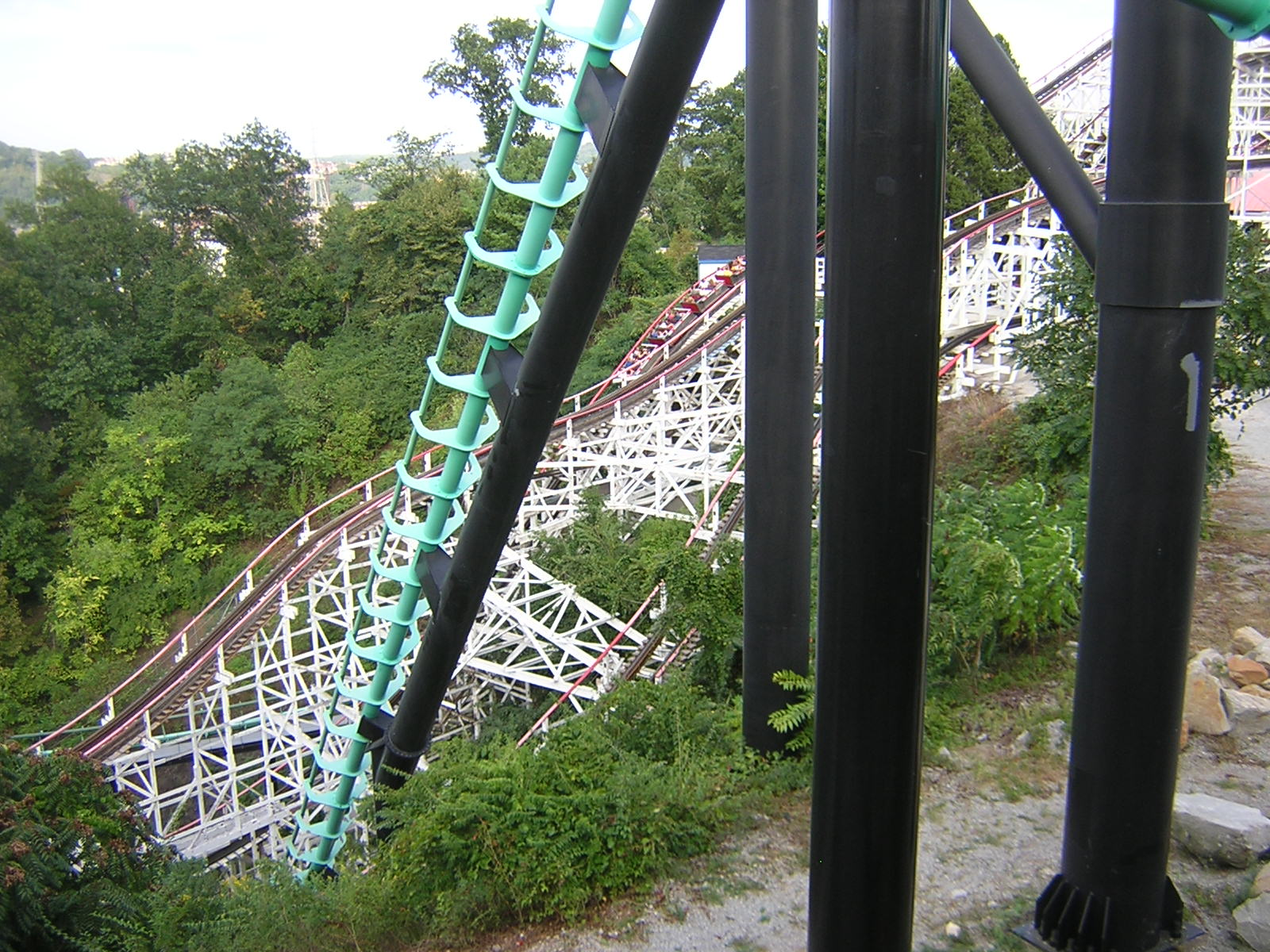
La deuxième descente de Phantom's Revenge

- Nemesis, des montagnes russes très populaires du parc Alton Towers, interagissent avec le terrain.
- Lisebergbanan, à Liseberg, est construit sur une colline boisée.
- Kennywood est connu pour être dans une région vallonnée. Plusieurs montagnes russes de ce parc utilisent le terrain, comme Phantom's Revenge et Thunderbolt.
- Holiday World est aussi connu pour ses montagnes russes terrain, comme The Voyage.